# Espada de Boabdil
La espada de Boabdil es una espada jineta, un tipo de espada de producción genuinamente nazarí introducida en la península ibérica por la tribu bereber de los zenetes. Correspondía a un tipo de espadas rectas, de doble filo con canal hasta la mitad, de empuñadura osiforme y con pomo redondo, de una sola mano, y cuyos arriaces de forma redondeada caían hacia la hoja dejando un mínimo espacio entre sí. Pero sin duda, su característica más importante era el grandioso trabajo y calidades de los materiales con los que se fabricaban las empuñaduras.
Mide de 97 cm y está forjada en acero. Su empuñadura está fabricada con plata, oro y marfil mediante técnicas de eboraria y repujado. La funda está fabricada con cordobán al que se le han añadido esmalte, plata, seda y oro.

## Historia y conservación
Llegó a manos castellanas tras su derrota y posterior encarcelamiento tras la batalla de Lucena en 1483. Los Reyes Católicos entregaron la espada y demás bienes a los vencedores de dicho enfrentamiento, especialmente a las distintas ramas de los Fernández de Córdoba, que conservaron sus pertenencias en el palacio de Viana. No obstante, la I marquesa de Viana donará las piezas a la Corona. Actualmente se conserva en el Museo del Ejército de Toledo.